# Heptanolactona
Heptanolactona, zeta-heptanolactona ou oxocan-2-ona é o composto orgânico de fórmula C7H12O2 e massa molecular 128.16898. É classificado com o número CAS 539-87-7.